# Machado (El Rosario)
Machado es una entidad de población del municipio de El Rosario, en la isla de Tenerife —Canarias, España—.

## Características
Se encuentra situado a unos ocho kilómetros al sur del centro municipal, a una altitud media de 550 m s. n. m.
Cuenta con el Terrero Insular de Lucha Quintín Hernández, el Centro Cultural El Chijo, el colegio CEIP Machado, un parque infantil, una plaza pública y una ermita dedicada a la Virgen del Rosario.
La ermita del Rosario, conjuntamente con la Casa de los Mesa o Casa del Pirata —donde vivió el famoso corsario Amaro Pargo— y un tramo del antiguo camino que conducía de la ciudad de San Cristóbal de La Laguna a la villa mariana de Candelaria, se encuentran declarados Bien de Interés Cultural en la categoría de Sitio Histórico.
La citada ermita de Nuestra Señora del Rosario es una de las más antiguas de la isla de Tenerife. Si bien no se sabe la fecha exacta de su construcción, se cree que fue construida antes de la década de los años 30 del siglo xvi. El citado templo era lugar de parada y descanso tanto de los peregrinos que caminaban desde La Laguna a Candelaria, como de la comitiva que trasladaba en rogativas la imagen de la propia Virgen de Candelaria desde su villa mariana a la ciudad de San Cristóbal de La Laguna, antigua capital de la isla.

## Demografía
| Año        | 2000 | 2001 | 2002 | 2003 | 2004 | 2005 | 2006 | 2007 | 2008 | 2009 | 2010 | 2011 | 2012 | 2013 |
| ---------- | ---- | ---- | ---- | ---- | ---- | ---- | ---- | ---- | ---- | ---- | ---- | ---- | ---- | ---- |
| Habitantes | 517  | 529  | 551  | 577  | 615  | 626  | 636  | 654  | 678  | 700  | 679  | 676  | 676  | 682  |

## Economía
Se trata de un núcleo eminentemente agrícola, con algunas explotaciones ganaderas de cabras, vacas y cerdos.

## Fiestas

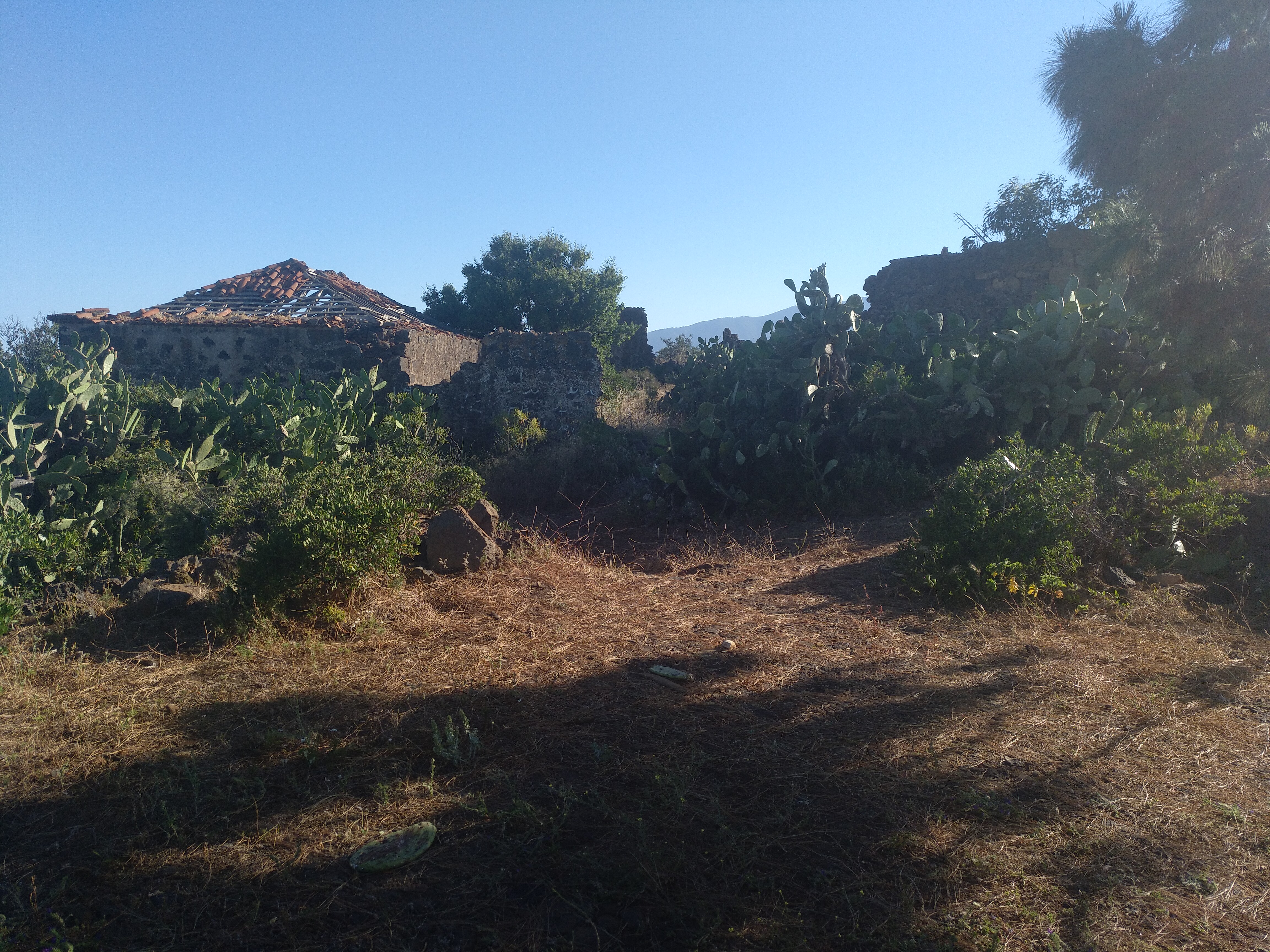
Restos de la Casa de los Mesa o Casa de Amaro Pargo.

Machado celebra sus fiestas patronales en honor a la Virgen del Rosario entre los meses de septiembre y octubre. La Virgen es además, la patrona del municipio de la cual toma nombre.
En enero por su parte, se celebra la festividad de San Amaro, copatrono de la localidad.

## Comunicaciones
Se accede a través de la Carretera de Machado a Llano Blanco.

### Transporte público
Cuenta con una parada de taxi junto a la plaza de Gabriel Cruz.
En autobús —guagua— queda conectado mediante la siguiente línea de TITSA: 
| Línea | Trayecto                                               | Recorrido     |
| ----- | ------------------------------------------------------ | ------------- |
| 933   | Taco - Barranco Grande - Cruce Sta. María - El Tablero | Horario/Línea |

## Lugares de interés
- Ermita de Nuestra Señora del Rosario (BIC)
- Casa de los Mesa (BIC)